# Cechy Mühlreitera

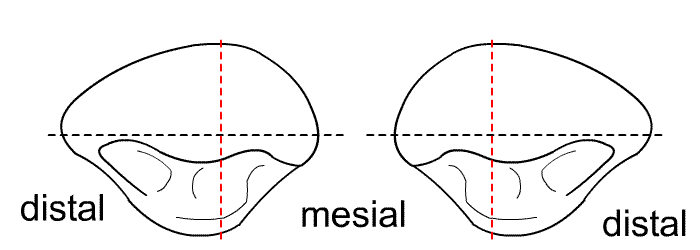
Cecha wypukłości korony

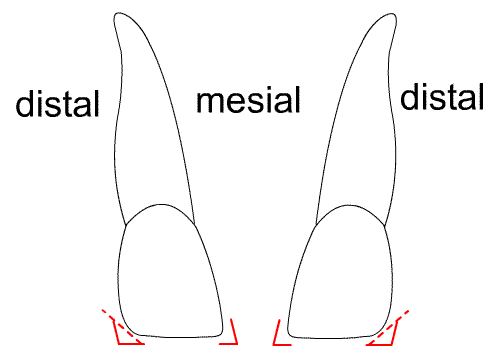
Cecha kąta

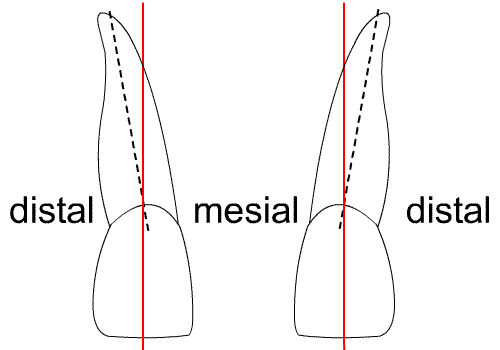
Cecha korzenia

Cechy Mühlreitera – cechy kształtów wspólne dla wszystkich zębów człowieka. Ich znajomość pozwala odróżniać, z której strony ząb pochodzi – z prawej czy lewej. Zaliczają się do nich cecha krzywizny, cecha kąta i cecha korzenia.
1. Cecha krzywizny (cecha wypukłości korony) – powierzchnie licowe koron zębów w porównaniu do innych powierzchni są bardziej wypukłe w częściach przyśrodkowych na zębach przednich, a na zębach bocznych większe wypukłości są w częściach przednich. Cecha ta występuje na wszystkich zębach[3][2].
2. Cecha kąta (cecha kąta zębowego) – kąt utworzony przez brzeg sieczny i powierzchnię przyśrodkową jest ostrzejszy niż kąt zawarty między brzegiem siecznym a powierzchnią boczną. Wierzchołek kąta bocznego jest zaokrąglony. Cecha odnosi się do siekaczy i kłów[3][2].
3. Cecha korzenia – korzeń jest odchylony względem korony w stronę boczną w zębach przednich, a w stronę tylną w zębach bocznych. Cecha ta odnosi się w mniejszym lub większym stopniu do wszystkich zębów[3][2].